# 大水井古建筑群
30°34′42″N 109°02′03″E / 30.57833°N 109.03417°E
大水井古建筑群位于中国湖北省恩施土家族苗族自治州利川市柏杨坝镇大水井村，始建于明代，完成于民国，于2001年被列为第五批全国重点文物保护单位。
大水井古建筑群原为黄氏土司的宅院，乾隆年间，当时的土司收留了从洞庭湖逃难而来的李廷龙，后其财产、宅院反被李氏所夺。李氏后人逐步改扩建而成现状，建筑群主要由李氏宗祠、李氏庄园和高仰台李盖五旧宅三部分组成，占地面积约30万平方米，建筑面积约2万多平方米，现存建筑为清代和民国时所建。李氏宗祠建于清道光二十六年至二十九年（1846年～1849年），坐北朝南，建筑面积约1万平方米，中轴对称，三路三进。李氏庄园位于宗祠北面，始建于清初，主体建筑三进四厢，坐西北朝东南，建筑面积约8400平方米。李盖五旧宅位于庄园东北，坐东朝西，建于1942年～1948年，建筑面积2000平方米，四合院式。

## 文物保护情况
1992年12月16日，以“大水井祠堂、庄院建筑群”被湖北省人民政府列为第三批湖北省文物保护单位；2001年6月25日，以“大水井古建筑群”的名义被中华人民共和国国务院列为第五批全国重点文物保护单位。
其作为文物的保护范围和建设控制地带分别为：
李氏宗祠：
保护范围：李氏宗祠及四周，至城墙外10米。
李氏庄园：
保护范围：李氏庄园及四周，至庄园建筑外10米。
建设控制地带：李氏宗祠、李氏庄园实施联体控制。四至：东至李氏宗祠东城墙外50米，西至李氏庄园以西40米处的利奉公路，南至李氏庄园建筑外70米处的机耕路，北由李氏庄园前油榨坊后山顶经水井小学至新店子。
李盖五旧宅：
保护范围：李盖五旧宅及四周，至旧宅建筑外20米。
建设控制地带：以保护范围四至为界向外延伸，东至山顶，南至利奉公路，西、北至建筑保坎外100米。
古石板道：
保护范围：古石板道及两边各向外延伸10米。
建设控制地带：以保护范围四至为界，两边各向外延伸40米。
龙桥：
保护范围：龙桥及周围一定范围。四至：以“魁山二公入川故里”碑为中心，四周向外延伸30米。
建设控制地带：以保护范围四至为界，四周各向外延伸20米。